# Brooke A. Ackerly

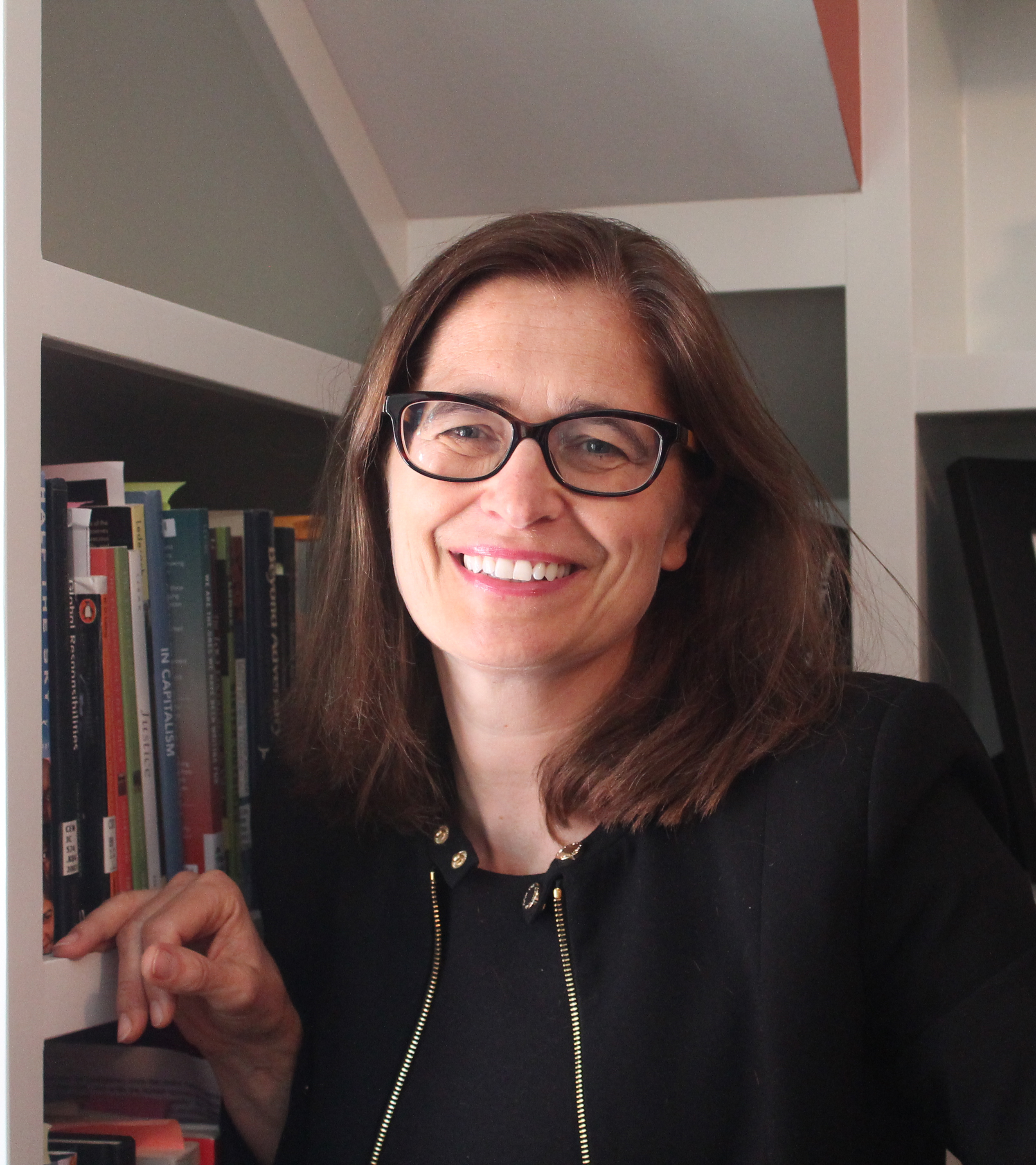
Brooke A. Ackerly (2020)

Brooke A. Ackerly ist eine US-amerikanische Politikwissenschaftlerin und Professorin am Department of Political Science der Vanderbilt University in Nashville. Sie hat Nebenberufungen als Professorin für Personal- und Organisationsentwicklung, für Rechtswissenschaft und für Philosophie. Außerdem gehört sie zum Women’s and Gender Studies Program der Universität. Von 2018 bis 2021 war sie Mitherausgeberin des International Feminist Journal of Politics.
Ackerly machte 1988 das Bachelor-Examen (Französisch und Ökonomie) am Williams College. An der Stanford University machte sie 1993 den Master-Abschluss in Politikwissenschaft und wurde 1997 zur Ph.D. promoviert. Anschließend war sie für drei Jahre Visiting Assistant Professor und für ein Jahr Post-doctoral Research Fellow an der University of Southern California. Seit 2001 lehrt und forscht sie an der Vanderbilt University, von 2001 bis 2007 als Assistant Professor, von 2007 bis 2017 als Associate Professor und seither als Full Professor.
Sie ist Gründerin und Leiterin der Global Feminisms Collaborative an der Vanderbilt University.

## Schriften (Auswahl)
- Just responsibility. A human rights theory of global justice. Oxford University Press, New York 2018, ISBN 978-0-19066-294-3.
- Mit Jacqui True: Doing feminist research in political and social science. Palgrave Macmillan, Basingstoke/New York 2010, ISBN 978-0-23050-776-0.
- Universal human rights in a world of difference. Cambridge University Press, Cambridge (UK)/New York 2008, ISBN 978-0-52188-126-5.
- Herausgegeben mit Maria Stern und Jacqui True: Feminist methodologies for international relations. Cambridge University Press, Cambridge (UK)/New York 2006, ISBN 978-0-52186-115-1.
- Political theory and feminist social criticism. Cambridge University Press, Cambridge (UK)/New York 2000, ISBN 0521650194